# Marandallah
Marandallah est une localité du nord ouest de la Côte d'Ivoire et appartenant au département de Mankono, Région du Worodougou. La localité de Marandallah est un chef-lieu de commune.